# Adobe Premiere Pro
Adobe Premiere Pro es un software de edición de video desarrollado por Adobe, distribuido como parte de la suite Adobe Creative Cloud. Orientado principalmente a la edición de videos profesionales, el programa proporciona además un conjunto avanzado de herramientas para la creación de efectos especiales y efectos visuales. Su versión derivada, Adobe Premiere Elements, está orientada al mercado de consumidores y presenta una interfaz más accesible.
Lanzado en 2003, tras una reescritura completa de su código, Adobe Premiere Pro sustituyó a Adobe Premiere, que había sido introducido en 1991. La nueva versión incorporó funcionalidades más avanzadas, consolidándose como un referente en la industria de la edición audiovisual profesional.

## Características
Cuenta con una interfaz personalizable, por defecto organizada en espacios de trabajo que coinciden con las etapas de la edición: ensamblaje, edición, color, efectos, audio y títulos.
Permite el trabajo con múltiples secuencias (líneas de tiempo), que además pueden ser jerarquizadas, unas dentro de otras. Aparte de medios, las líneas de tiempo admiten una serie de elementos especiales como capas de ajuste (mismo concepto que en Photoshop), títulos, composiciones de After Effects y gráficos esenciales.
Posee incorporado una librería de efectos, que es extensible mediante la instalación de plugins. Las propiedades de los efectos se pueden animar mediante un sistema de fotogramas clave. Posibilita la creación de máscaras en la zona donde se desee aplicar el efecto, siendo útil en la generación de viñetas, correcciones de color, etc.
En cuanto a especificaciones técnicas, la máxima resolución que se admite es 16k X 10k 32 bits por canal, tanto en RGB como YUV. Mediante el motor Mercury Playback Engine, la GPU (siempre que sea compatible) puede ser utilizada para potenciar tanto las previsualizaciones como el renderizado.
Una de las mejores herramientas para la producción de vídeos para cualquier creador de contenido.

## Adobe Premiere Elements
Es una versión reducida de Adobe Premiere Pro y está diseñada para editores y consumidores novatos. La pantalla de entrada ofrece opciones de organización de clips, edición y generación automática de películas. Los archivos de proyecto de Premiere Pro no son compatibles con los archivos de proyectos de Premiere Elements.

## Integración
Premiere se encuentra integrado con otros programas del entorno de Adobe. Mediante Dynamic Link, la mayoría de formatos exportados por aplicaciones de la familia son aceptados en el Premiere. En el caso de After Effects sus composiciones pueden ser importadas sin ser renderizadas, y los cambios realizados en dicha composición son reflejados inmediatamente en el Premiere. Desde abril de 2017 se añade la opción Plantillas de Gráficos Animados, un sistema que permite utilizar composiciones de After Effects y modificar algunas de sus propiedades desde el Premiere, sin la necesidad de abrir o tener instalado el After Effects. Estas composiciones tienen que ser previamente preparadas y exportadas en formato .mogrt.
A través del servicio de nube Creative Cloud se pueden almacenar activos y compartirlos entre proyectos, miembros de equipos y aplicaciones de Adobe que se encuentren en otro lugar, así como sincronizar la configuración del programa, estadísticas y rendimiento
Premiere permite la importación desde otros programas de edición, como serían el Final Cut Pro, el Avid o el Sony Vegas.

## Uso profesional
Entre los primeros precursores en el uso del Premiere, se encontró la BBC, en 2007 lo comienza a usar para la posproducción de sus transmisiones.
Ha sido utilizado para editar materiales conocidos, como Maddona's Confession Tour (2006), Gone Girl (2014) de David Fincher, Deadpool (2016) de Tim Miller y Hail, Caesar! (2016) de Ethan Coen y Joel Coen.
Acerca del Premiere el director de Deadpool, Tim Miller, comentó:

"Adobe realmente renovó Premiere Pro CC desde cero. Me encanta la interoperabilidad con otros programas como After Effects CC y la capacidad de hacer rápidas composiciones (...) necesitábamos un flujo de trabajo ininterrumpido entre la idea y la producción. Premiere Pro CC es limpio y rápido, es lo que yo deseaba." (traducido del inglés)

### Materiales editados con Premiere
- Dust to Glory (2005) de Dana Brown
- Maddona's Confession Tour (2006)
- Superman Returns (2006) de Bryan Singer (para el proceso de captura de video)
- Captain Abu Raed (2007) de Amin Matalqa
- 13 (2013) para Burton Snowboards
- Act of Valor (2012) de Scott Waugh, Mike McCoy
- A Liar's Autobiography (2012) de Benjamin Timlett, Bill Jones, Jeff Simpson
- Avatar (2012) de James Cameron (diarios y básicos en conjunto con Avid Media Composer)
- Monsters (2010) de Gareth Edwards
- The Social Network (2010) de David Fincher (conformación)
- Hugo (2011) de Martin Scorsese (excepto VFX)
- TimeScapes (2012) de Tom Lowe
- Waiting for Lightning (2012) de Jacob Rosenberg
- World War II from Space (2012)
- Red Obsession (2013) de Warwick Ross, David Roach
- Ticket to Ride (2013) de Travis Hicks, Matt Allen
- Wayland's Song ( 2013) de Richard Jobson
- Gone Girl (2014) de David Fincher
- Sharknado 2: The Second One (2014) de Anthony C. Ferrante
- Staten Island Summer (2015) de Rhys Thomas
- We Will Part (2016) de Pablo Fernández
- Deadpool (2016) de Tim Miller
- Hail Caesar (2016) de Ethan Coen y Joel Coen
- Evangelion 3.0 + 1.0: Thrice Upon a Time (2021) de Hideaki Anno

## Uso académico
A continuación, un listado con algunas de las instituciones que han adoptado Adobe Premiere Pro para uso académico:
- Universidad Nacional de Villa Maria (Argentina)
- Instituto Tecnológico de Sonora
- Universidad Nacional Experimental de las Artes (UNEARTE) (Venezuela)
- Universidad de Concepción (Chile)
- Universidad de Lima (Perú)
- Universidad Arturo Michelena (Venezuela)
- Universidad del Cauca (Colombia)
- Instituto Latinoamericano de Locución (Venezuela)
- Universidad de Manizales (Colombia)
- Universidad de California en Los Ángeles (UCLA)
- Facultad de Bellas Artes de la Universidad de Granada (UGR)
- Universidad Autónoma de Barcelona (UAB)
- Universidad Pompeu Fabra (UPF)
- Universidad de Murcia (UM)
- Universidad del Sur de California (USC)
- Universidad Ball State[7]
- Sheridan College en Canadá
- Bournemouth University y University College Falmouth en el Reino Unido
- Fundación de Estudios Superiores Comfanorte (Colombia)
- Instituto Nueva Galicia Campus Tlajomulco de Zúñiga (México)
- Universidad Jaime Bausate y Meza (Perú)
- Universidad Tecnológica del Perú
- Universidad de las Artes y Comunicaciones (Chile)
- Grafisch Lyceum Rotterdam University en los Países Bajos.[8]
- Universidad de las Artes (Ecuador)
- Universidad de Ciencias y Artes de América Latina (Perú)
- Universidad Abierta Interamericana (Argentina)
- Institución Universitaria Pascual Bravo (Colombia)
- Servicio Nacional de Aprendizaje SENA (Colombia)
- Instituto Tecnológico de las Artes del Ecuador